# Gregory Campbell (hockey sur glace)
Pour les articles homonymes, voir Gregory Campbell et Campbell.
Gregory James Campbell (né le 17 décembre 1983 à London, dans la province de l'Ontario au Canada) est un joueur professionnel canadien de hockey sur glace qui évoluait au poste de centre. Il est le fils de Colin Campbell.

## Biographie
Repêché au 3e tour, 67e au total par les Panthers de la Floride au repêchage d'entrée de 2002 dans la Ligue nationale de hockey, il joue sa première saison professionnelle avec le Rampage de San Antonio de la Ligue américaine de hockey en jouant 76 matchs avec l'équipe lors de la saison 2003-2004 en plus de jouer deux matchs avec les Panthers. Il joue cinq autres saisons avec les Panthers avant d'être échangé en juin 2010 aux Bruins de Boston en compagnie Nathan Horton contre Dennis Wideman et des choix de repêchage.
En 2011, il remporte la Coupe Stanley avec les Bruins à sa première saison avec l'équipe. Le 1er juillet 2015, il s'entend avec les Blue Jackets de Columbus sur un contrat de deux ans et trois millions de dollars.
Le 9 juin 2017, Campbell prend sa retraite et devient entraîneur adjoint au développement des joueurs avec les Blue Jackets.

## Statistiques
| Saison     | Équipe                   | Ligue      |     | Saison régulière | Saison régulière | Saison régulière | Saison régulière | Saison régulière |    | Séries éliminatoires | Séries éliminatoires | Séries éliminatoires | Séries éliminatoires | Séries éliminatoires |
| Saison     | Équipe                   | Ligue      | PJ  | B                | A                | Pts              | Pun              | PJ               | B  | A                    | Pts                  | Pun                  |                      |                      |
| 2000-2001  | Whalers de Plymouth      | LHO        | 65  | 2                | 12               | 14               | 40               | 10               | 0  | 0                    | 0                    | 7                    |                      |                      |
| 2001-2002  | Whalers de Plymouth      | LHO        | 65  | 17               | 36               | 53               | 105              | 6                | 0  | 2                    | 2                    | 13                   |                      |                      |
| 2002-2003  | Rangers de Kitchener     | LHO        | 55  | 23               | 33               | 56               | 116              | 21               | 15 | 4                    | 19                   | 34                   |                      |                      |
| 2003-2004  | Rampage de San Antonio   | LAH        | 76  | 13               | 16               | 29               | 73               | -                | -  | -                    | -                    | -                    |                      |                      |
| 2003-2004  | Panthers de la Floride   | LNH        | 2   | 0                | 0                | 0                | 5                | -                | -  | -                    | -                    | -                    |                      |                      |
| 2004-2005  | Rampage de San Antonio   | LAH        | 70  | 12               | 16               | 28               | 113              | -                | -  | -                    | -                    | -                    |                      |                      |
| 2005-2006  | Panthers de la Floride   | LNH        | 64  | 3                | 6                | 9                | 40               | -                | -  | -                    | -                    | -                    |                      |                      |
| 2005-2006  | Americans de Rochester   | LAH        | 11  | 3                | 3                | 6                | 30               | -                | -  | -                    | -                    | -                    |                      |                      |
| 2006-2007  | Panthers de la Floride   | LNH        | 79  | 6                | 3                | 9                | 66               | -                | -  | -                    | -                    | -                    |                      |                      |
| 2007-2008  | Panthers de la Floride   | LNH        | 81  | 5                | 13               | 18               | 72               | -                | -  | -                    | -                    | -                    |                      |                      |
| 2008-2009  | Panthers de la Floride   | LNH        | 77  | 13               | 19               | 32               | 76               | -                | -  | -                    | -                    | -                    |                      |                      |
| 2009-2010  | Panthers de la Floride   | LNH        | 60  | 2                | 15               | 17               | 53               | -                | -  | -                    | -                    | -                    |                      |                      |
| 2010-2011  | Bruins de Boston         | LNH        | 80  | 13               | 16               | 29               | 93               | 25               | 1  | 3                    | 4                    | 4                    |                      |                      |
| 2011-2012  | Bruins de Boston         | LNH        | 78  | 8                | 8                | 16               | 80               | 7                | 0  | 2                    | 2                    | 0                    |                      |                      |
| 2012-2013  | Bruins de Boston         | LNH        | 48  | 4                | 9                | 13               | 41               | 15               | 3  | 4                    | 7                    | 11                   |                      |                      |
| 2013-2014  | Bruins de Boston         | LNH        | 82  | 8                | 13               | 21               | 47               | 12               | 0  | 0                    | 0                    | 4                    |                      |                      |
| 2014-2015  | Bruins de Boston         | LNH        | 70  | 6                | 6                | 12               | 45               | -                | -  | -                    | -                    | -                    |                      |                      |
| 2015-2016  | Blue Jackets de Columbus | LNH        | 82  | 3                | 8                | 11               | 78               | -                | -  | -                    | -                    | -                    |                      |                      |
| Totaux LNH | Totaux LNH               | Totaux LNH | 803 | 71               | 116              | 187              | 696              | 59               | 4  | 9                    | 13                   | 19                   |                      |                      |